# Argulus alosae
Argulus alosae är en kräftdjursart som beskrevs av Gould 1841. Argulus alosae ingår i släktet Argulus och familjen karplöss. Inga underarter finns listade i Catalogue of Life.